# Oud-West
Oud-West was van 1990 tot 2010 een stadsdeel van de gemeente Amsterdam in de Nederlandse provincie Noord-Holland. Per 1 mei 2010 is het opgegaan in het nieuwe stadsdeel West.
Het (voormalig) stadsdeel Oud-West wordt begrensd door de Singelgracht (de grens met Amsterdam-Centrum), het Vondelpark (de grens met Amsterdam-Zuid), de Kostverlorenvaart (grens met voormalig stadsdeel De Baarsjes) en de Hugo de Grootgracht (grens met voormalig stadsdeel Westerpark).
De wijk die is gegroeid uit de negentiende-eeuwse uitbreidingswijken langs de Overtoom en de Kinkerstraat, telde in 2003 31.741 inwoners en heeft een oppervlakte van 1,70 km²
Hoewel er (in 2007) 177 nationaliteiten woonden, geldt Oud-West niet als "zwarte" wijk. Het politiek debat beperkt zich tot onschuldige onderwerpen als de vraag of er bomen moeten wijken om veilige fietspaden te scheppen, en de wijze waarop de voormalige tramremise Tollensstraat diende te worden gerenoveerd.
In bredere zin duidt men met Oud-West ook wel alle vooroorlogse wijken in West aan, dus inclusief De Baarsjes, Westerpark en een deel van Bos en Lommer.

## Buurten in voormalig stadsdeel Oud-West
Volgens de officiële indeling van het stadsdeel:
- Bellamybuurt, de driehoek tussen de Kinkerstraat, de Bilderdijkgracht en de Kostverlorenvaart
- Van Lennepbuurt, tussen Kinkerstraat, Singelgracht, het Jacob van Lennepkanaal en Kostverlorenvaart
- Cremerbuurt, tussen de Overtoom, Kostverlorenvaart, Jacob van Lennepkanaal en de Jan Pieter Heijestraat
- Da Costabuurt, tussen de Hugo de Grootgracht, de Singelgracht, Jacob van Lennepkanaal en Bilderdijkgracht.
- Helmersbuurt, tussen Singelgracht, Overtoom, Jan Pieter Heijestraat en het Jacob van Lennepkanaal.
- Vondelparkbuurt, tussen Overtoom, Singelgracht, de noordzijde van het Vondelpark en de Schinkel.

De Bellamybuurt, Van Lennepbuurt en Da Costabuurt staan tezamen ook bekend als de Kinkerbuurt.

De Cremerbuurt, Helmersbuurt en Vondelbuurt zijn samen de Overtoombuurt.

## Stadsdeelraad Oud-West
De deelraad telde tot 2010 17 zetels. De zetelverdeling voor de raadsperiode 2006-2010 was:
- PvdA 5 zetels
- GroenLinks 4 zetels
- VVD 4 zetels
- SP 3 zetels
- D66 1 zetel

De laatste voorzitter van het stadsdeelbestuur (2008-2010) was Bouwe Olij (PvdA).